# 路得啟智學園
財團法人桃園市私立路得啟智學園（英文譯名：Ruth Society For Disability Services），為一間位於臺灣桃園市中壢區的服務身心障礙者非營利組織。

服務項目

1.教學及訓練：生活自理能力訓練、社會適應性能力（社區融合）、語言能力治療、基本學科能力輔導、休閒、居家與工作能力培養、社團活動培養團隊精神。

2.學齡身心靈輔導：18歲以下身心障礙者之一般課程輔導、居家生活、正確工作態度建立及基本工作技能培養、心理諮商與行為輔導等。

3.就業服務：18歲至45歲身心障礙者之就業輔導，職業訓練、庇護工場、工作隊與社區化就業服務。

4.不定期到學生家庭訪視與關懷。

5.家長諮詢服務：照顧身障者的知識與技巧、社會福利申請等服務。

6.健康管理與促進：針對每個服務的個案進行健康管理，避免過度飲食導致身體健康惡化，提供復健服務與治療，幫助身心障礙者擁有健康的身心靈。

服務特色

1. 生活自理能力訓練

2. 工作訓練課程

3. 多感官訓練課程

4. 親子活動

5. 露營活動

堅持與理念

【宗旨】

「在主耶穌裡，以愛心關懷，用專業服務，幫助身心障礙者獲得真正的幸福，並增進家長在照顧兒童日常生活時的知識與技巧」，藉著社區化小型服務模式，讓學員在家裡與學園之間，可以及時類化，直接融合於社區生活。

【使命】

透過我們專業和創新的服務，幫助身心障礙者過有愛、有尊嚴、有品質的生活

【願景】

本學園期待能成立一個身心障礙者全人服務的安養機構（包含從小到老，身體的照護、心理的輔導、心靈的慰藉），讓身心障礙者能接受我們全人的服務，即計劃提供從早期療育到老年安養的全生涯服務。

## 外部連結
- （页面存档备份，存于）  路得學園官方網站]
- 路得學園 Facebook （页面存档备份，存于）
- 路得學園  Youtube
- 路得學園  Instagram

1. ↑  参看《創世記》第49章第9节至第10节参；《撒母耳記上》第16章第1节参，《撒母耳記上》第16章第13节参；《路得記》第1章第1节参；《路得記》第2章第4节参；《路得記》第4章第13节参，《路得記》第4章第18节至第22节参。